# Ceratocryptus tibialis
Ceratocryptus tibialis är en stekelart som beskrevs av Cameron 1903. Ceratocryptus tibialis ingår i släktet Ceratocryptus och familjen brokparasitsteklar. Inga underarter finns listade i Catalogue of Life.